# Massacre de Samachki
Le massacre de Samachki (en russe : Резня в Самашках   ) est un meurtre de masse de civils tchétchènes par les forces russes pendant la première guerre de Tchétchénie. Des centaines de civils tchétchènes sont tués à la suite d'une opération de nettoyage russe et du bombardement du village,. La plupart des victimes sont froidement abattues à bout portant ou tuées par des grenades lancées dans les sous-sols où elles se cachaient. D'autres ont été brûlées vives ou ont été abattues alors qu'elles tentaient de s'échapper de leurs maisons en flammes. Une grande partie du village a été détruite et l'école locale a été brulée par les forces russes lors de leur retrait. L'incident a attiré une large attention en Russie et à l'étranger. 

Le rapport de mars 1996 de la Commission des droits de l'homme des Nations unies (UNCHR) indique :
Un massacre de plus de 100 personnes, principalement des civils, se serait produit entre le 7 et le 8 avril 1995 dans le village de Samachki, à l'ouest de la Tchétchénie. Selon les récits de 128 témoins oculaires, des soldats fédéraux ont délibérément et arbitrairement attaqué des civils et des habitations civiles à Samachki en tirant sur des habitants et en brûlant des maisons avec des lance-flammes. La majorité des témoins ont rapporté que de nombreux soldats de l'OMON étaient ivres ou sous l'influence de drogues. Ils ont délibérément ouvert le feu ou lancé des grenades dans les sous-sols où se cachaient des habitants, pour la plupart des femmes, des personnes âgées et des enfants.
Selon Human Rights Watch (HRW), il s'agissait du massacre civil le plus notoire de la première guerre de Tchétchénie. Le Comité international de la Croix-Rouge (CICR) a annoncé qu'environ 250 civils avaient été tués. Selon Amnesty International et HRW, plus de 250 personnes ont été tuées, tandis que les anciens de Samachki ont déclaré que jusqu'à 300 habitants ont été tués lors de l'attaque.